# Gouvernement Daniel Johnson (fils)
Monarchie 
 constitutionnelle à 
 régime parlementaire
2e gouvernement 
 Robert Bourassa Gouvernement 
 Jacques Parizeau
Le mandat du gouvernement de Daniel Johnson (fils), devenu premier ministre du Québec à la suite de la démission de son prédécesseur Robert Bourassa, s'étendit du 11 janvier au 21 septembre 1994.

## Caractéristiques
Daniel Johnson arrive au pouvoir au moment où la cote de popularité du Parti libéral n'est pas très haute. Les déficits budgétaires prennent des proportions inquiétantes (en 1993 et 1994, ils sont de plus $4 milliards chacun). Il n'a donc pas le choix de sabrer dans les dépenses publiques et, lors de la session du printemps, il annonce que plusieurs sociétés d'État devront être vendues. Le mont Sainte-Anne est acheté par une entreprise américaine, et on négocie la vente du Jardin zoologique et de l'Aquarium de Québec au moment où la campagne électorale est déclenchée. Malgré la victoire de Jacques Parizeau et du Parti québécois, les libéraux parviennent tout de même à faire bonne figure puisque moins de 1 % du vote sépare les deux partis.

## Chronologie
- 11 janvier 1994 : assermentation du cabinet Johnson devant le lieutenant-gouverneur Martial Asselin.
- 8 février 1994 : Québec et Ottawa annoncent un train de mesures pour enrayer la contrebande cigarettes : baisse des taxes de $24 la cartouche, accroissement des contrôles aux frontières, et lancement d'un programme de sensibilisation pour les clientèles vulnérables.
- 6 mars 1994 : fondation de l'Action démocratique du Québec.
- 12 mai 1994 : le budget Bourbeau  annonce une baisse de l'impôt sur le revenu, une simplification de la taxe de vente (taux unique à 6,5 %) et relance le processus de privatisations des activités commerciales sous contrôle du gouvernement. Le déficit pour l'année en cours est établi à plus de 4 milliards de dollars. Au cours des semaines suivantes, on parle de privatiser le mont Sainte-Anne ainsi que le Jardin zoologique et de l'Aquarium de Québec.
- 16 juin 1994 : le mont Sainte-Anne est vendu pour 20,3 millions de dollars. La transaction est conclue en août 1994[1] mais à un prix plus faible qu'espéré (11 millions de dollars)[2].
- 23 juillet 1994 : Johnson déclenche des élections générales pour le 12 septembre.
- 12 septembre 1994 : le Parti québécois de Jacques Parizeau remporte les élections avec 44,7 % du vote et 77 circonscriptions. Le Parti libéral du Québec obtient 44,3 % du vote et 47 circonscriptions. Mario Dumont est le seul adéquiste élu, dans la circonscription de Rivière-du-Loup. Son parti a reçu 6,5 % du vote.

## Composition initiale (11 janvier 1994)
| Fonctions, | Titulaire               |
| --- | ----------------------- |
| Premier ministre | Daniel Johnson (fils)   |
| Vice-première ministre Présidente du Conseil du Trésor Ministre déléguée à l'Administration et à la Fonction publique                            | Monique Gagnon-Tremblay |
| Vice-président du Conseil du Trésor Ministre délégué aux Services gouvernementaux                                                                | Jean Leclerc            |
| Ministre des Finances | André Bourbeau          |
| Ministre des Affaires internationales, de l'Immigration et des Communautés culturelles                                                           | John Ciaccia            |
| Ministre des Affaires municipales Ministre responsable de l'Habitation                                                                           | Claude Ryan             |
| Ministre de l'Agriculture, des Pêcheries et de l'Alimentation Ministre délégué aux Affaires régionales                                           | Yvon Picotte            |
| Ministre de la Culture et des Communications Ministre responsable de la Francophonie                                                             | Liza Frulla             |
| Ministre de l'Éducation Ministre responsable de l'application des lois professionnelles Ministre responsable de la Charte de la langue française | Jacques Chagnon         |
| Ministre de l'Emploi | Serge Marcil            |
| Ministre de l'Environnement et de la Faune | Pierre Paradis          |
| Ministre de l'Industrie, du Commerce, de la Science et de la Technologie                                                                         | Gérald Tremblay         |
| Ministre de la Justice Ministre délégué à la Réforme électorale Ministre responsable de la protection du consommateur                            | Roger Lefebvre          |
| Ministre du Revenu | André Vallerand         |
| Ministre des Ressources naturelles Ministre délégué aux Affaires autochtones                                                                     | Christos Sirros         |
| Ministre de la Santé et des Services sociaux Ministre responsable de la condition des aînés                                                      | Lucienne Robillard      |
| Ministre de la Sécurité du revenu Ministre déléguée à la Condition féminine et à la Famille                                                      | Violette Trépanier      |
| Ministre de la Sécurité publique | Robert Middlemiss       |
| Ministre des Transports | Normand Cherry          |
| Ministres délégués |                         |
| Ministre délégué à l'Industrie, au Commerce, à la Science et à la Technologie Ministre responsable du Tourisme                                   | Georges Farrah          |
| Ministre délégué aux Transports Ministre responsable de la Voirie                                                                                | Gaston Blackburn        |
| Fonctions parlementaires |                         |
| Leader parlementaire | Pierre Paradis          |
| Leader parlementaire adjoint | Roger Lefebvre          |
| Leader parlementaire adjoint | Jean-Pierre Bélisle     |
| Whip en chef du gouvernement | Yvon Vallières          |
| Whip adjoint | Réal Gauvin             |
| Whip adjoint | Norman MacMillan        |
| Président du caucus | Robert Thérien          |